# Golden Valley (Minnesota)
Golden Valley ist eine Stadt im Hennepin County im US-Bundesstaat Minnesota. Sie liegt westlich von Minneapolis in der Metropolregion der Twin Cities. Das U.S. Census Bureau hat bei der Volkszählung 2020 eine Einwohnerzahl von 22.552 ermittelt.

## Geografie
Golden Valley liegt etwa acht Kilometer westlich der Innenstadt von Minneapolis. Nach Angaben des United States Census Bureau beträgt die Fläche der Stadt 27,2 Quadratkilometer, davon sind 0,7 Quadratkilometer Wasserflächen.

## Geschichte
Golden Valley erhielt am 16. Dezember 1886 den Status eines Dorfes. In den ersten Jahren war das Dorfleben stark landwirtschaftlich geprägt. Wenige hundert Einwohner zählte Golden Valley damals. Erst mit dem Bau der Electric Luce Line Railroad durch das Dorf im Jahre 1912 setzte ein Bevölkerungswachstum ein. Zwischen 1910 und 1940 stieg die Einwohnerzahl von 692 auf 2040 Einwohner. Nach dem Zweiten Weltkrieg siedelten sich zunehmend auch Industriebetriebe an und ließen Golden Valley kontinuierlich wachsen. Seit 1958 hat mit General Mills der weltweit sechstgrößte Lebensmittelhersteller dort seinen Hauptsitz. Dort befinden sich auch die Betty Crocker Küchen, die Testküchen des Unternehmens in der u. a. Produkte der Marke Betty Crocker entwickelt werden. 1972 erhielt der Ort Stadtrechte. Heute zählt Golden Valley rund 20.000 Einwohner und gilt als beliebter Vorort unmittelbar vor Minneapolis.

## Demografische Daten
Nach der Volkszählung im Jahr 2000 leben in Golden Valley 20.281 Menschen in 8449 Haushalten und 5508 Familien. Die Bevölkerungsdichte beträgt 765,4 Einwohner pro km². Ethnisch betrachtet setzt sich die Bevölkerung aus 91 Prozent weißer Bevölkerung, vier Prozent Afroamerikanern, drei Prozent asiatischen Amerikanern sowie kleineren Minderheiten zusammen.
In 26,5 % der 8449 Haushalte leben Kinder unter 18 Jahren, in 55,5 % leben verheiratete Ehepaare, in 7,5 % leben weibliche Singles und 34,8 % sind keine familiären Haushalte. 27,6 % aller Haushalte bestehen ausschließlich aus einer einzelnen Person und in 12,1 % leben Alleinstehende über 65 Jahre. Die durchschnittliche Haushaltsgröße liegt bei 2,31 Personen, die von Familien bei 2,84.
Auf die gesamte Stadt bezogen setzt sich die Bevölkerung zusammen aus 20,6 % Einwohnern unter 18 Jahren, 5,0 % zwischen 18 und 24 Jahren, 28,2 % zwischen 25 und 44 Jahren, 26,5 % zwischen 45 und 64 Jahren und 19,6 % über 65 Jahren. Der Median beträgt 43 Jahre. Etwa 52,7 % der Bevölkerung ist weiblich.
Der Median des Einkommens eines Haushaltes beträgt 62.063 USD, der einer Familie 75.899 USD. Das Prokopfeinkommen liegt bei 34.094 USD. Etwa 3,0 % der Bevölkerung und 0,8 % der Familien leben unterhalb der Armutsgrenze.

## Söhne und Töchter der Stadt
- Boye Mafe (* 1998), Footballspieler
- Siyani Chambers (* 1993), Basketballspieler
- Jordan Leopold (* 1980), Eishockeyspieler
- Kelly Lynch (* 1959), Schauspielerin